# 泰尔诺迪索拉
泰尔诺迪索拉（義大利語：Terno d'Isola），是意大利贝加莫省的一个市镇。总面积2.99平方公里，人口7489人，人口密度2504.7人/平方公里（2009年）。国家统计（ISTAT）代码为016213。